# Paul Grabow
Paul Grabow es un deportista estadounidense que compitió en piragüismo en la modalidad de eslalon. Ganó tres medallas en el Campeonato Mundial de Piragüismo en Eslalon, en los años 1981 y 1985.

## Palmarés internacional
| Campeonato Mundial | Campeonato Mundial | Campeonato Mundial | Campeonato Mundial |
| Año                | Lugar              | Medalla            | Competición        |
| ------------------ | ------------------ | ------------------ | ------------------ |
| 1981               | Bala (Reino Unido) | Medalla de bronce  | C2 individual      |
| 1981               | Bala (Reino Unido) | Medalla de bronce  | C2 por equipos     |
| 1985               | Augsburgo (RFA)    | Medalla de bronce  | C2 por equipos     |